# Chiesa di San Dionigi in Santi Clemente e Guido
La Chiesa di San Dionigi in Santi Clemente e Guido è la parrocchiale del quartiere milanese di Prato Centenaro.  Al tempo delle pievi apparteneva alla Pieve di Bruzzano.

## Storia
Storicamente la popolazione di Prato Centenaro dipendeva dalla parrocchia di Niguarda, da cui erano separati dal Seveso: i residenti fecero notare alla Curia che, in caso di esondazione, non potevano raggiungerla e il 14 aprile 1618 il cardinale Federico Borromeo firma per l'istituzione della nuova parrocchia nel 1618.
Questa chiesa venne sostituita tra il 1938 e il 1940, con la costruzione di un nuovo edificio in mattoni rossi, che venne poi consacrato da Alfredo Ildefonso Schuster, più adatto alle nuove dimensioni del quartiere, la nuova chiesa venne consacrata il 20 aprile del 1940. La chiesa vecchia venne danneggiata dai bombardamenti del 1943 e infine demolita, anche la nuova costruzione subì dei danni, soprattutto per quanto riguarda le vetrate.
Venne costruita grazie al contributo della nobildonna Clementina Sacchi che, vedova e senza figli, dedicò la propria vita all'opera cristiana, sostenendo anche gli ospedali militari come volontaria della Croce Rossa durante la Grande guerra: per questa ragione la chiesa è dedicata ai coniugi Sacchi.
Subisce una ristrutturazione intorno al 1975, con l'adeguamento liturgico e un adattamento degli stili architettonici, il nuovo altare maggiore - opera di Costantino Ruggeri - verrà consacrato dal cardinal Colombo il 21 novembre 1975.

## Architettura
La chiesa, orientata a sud-ovest, ha una struttura basilicale senza transetto, con il presbiterio rialzato di qualche gradino. I muri esterni sono in mattoni a vista, tranne la parte superiore intonacata con cornici in cotto. La facciata principale ha tre archi, di cui quello centrale più grande, e tre portali in pietra con porte in bronzo e vetro. Ai lati degli ingressi ci sono due edicole vuote con coperture conoidali.
All'interno, la navata unica ha pareti bianche con finestre artistiche e semplici paraste. Il soffitto è in legno lavorato a forma di carena di nave, sostenuto da capriate in cemento armato. Il presbiterio termina con un'abside semicircolare che ospita l'organo e una decorazione del Cristo in maestà, opera di Angelo Julita.
A metà della navata ci sono due cappelle semicircolari: a destra, quella della Madonna; a sinistra, quella del Sacro Cuore. Più avanti, a destra c'è la cappella del Crocifisso e a sinistra il Battistero. Infine, a destra del presbiterio, sotto la cantoria, c'è la cappella dell'adorazione con la custodia eucaristica.
Il disegno rientra a pieno titolo nel solco della tradizione ambrosiana, di gusto romanico e paleocristiano: Schuster richiese di non introdurre decorazioni estranee a questo stile, come quelle d'arte novecentesca, ma tale disposizione cadde col Concilio Vaticano II, che aprì all'arte moderna.